# Великие Солонцы
Великие Солонцы (укр. Великі Солонці) — село,
Великосолонцовский сельский совет,
Новосанжарский район,
Полтавская область,
Украина.
Код КОАТУУ — 5323480701. Население по переписи 2001 года составляло 493 человека.
Является административным центром Великосолонцовского сельского совета, в который, кроме того, входит село
Пологи-Низ.

## Географическое положение
Село Великие Солонцы находится на правом берегу реки Кустолово,
выше по течению на расстоянии в 2,5 км расположено село Малые Солонцы,
ниже по течению на расстоянии в 3 км расположено село Прогресс (Кобелякский район),
на противоположном берегу — село Мушина Гребля.
Река в этом месте пересыхает, местность вокруг села заболочена.

## Экономика
- Молочно-товарная и птице-товарная фермы.
- ЧАФ «Великие Солонцы».

## Объекты социальной сферы
- Школа І—ІІ ст.
- Дом культуры.
- Фельдшерско-акушерский пункт.